# Partido di San Fernando
Il partido di San Fernando è un dipartimento (partido) dell'Argentina facente parte della provincia di Buenos Aires. Il capoluogo è San Fernando. Si tratta di uno dei 24 partidos che compongono la cosiddetta "Grande Buenos Aires".

## Geografia antropica

### Suddivisioni amministrative
Il partido di San Fernando è composto da 4 località:
| Località     | Popolazione (2001) |
| ------------ | ------------------ |
| Islas        | 3.067              |
| San Fernando | 69.110             |
| Victoria     | 39.447             |
| Virreyes     | 39.507             |